# South End (Boston)
Das South End ist ein Stadtteil (neighborhood) der Stadt Boston im Bundesstaat Massachusetts in den Vereinigten Staaten.

## Geografie

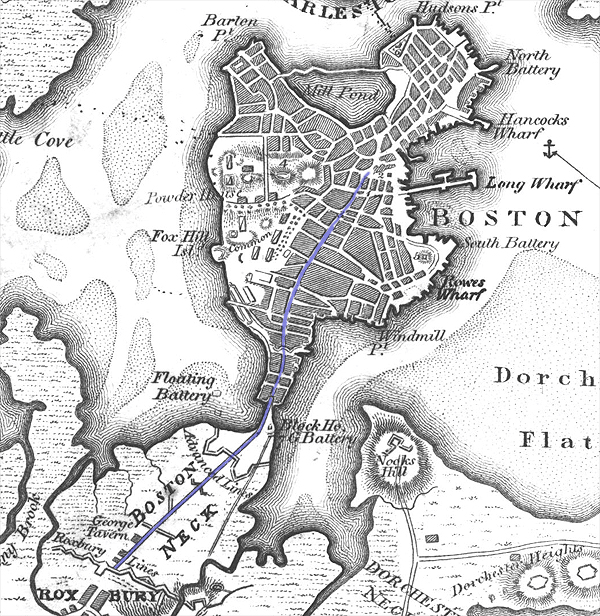
Auf dem ehemaligen Boston Neck verläuft heute die Washington Street. Die flankierenden Marschlande wurden im Laufe der Zeit verfüllt.

### Geografische Lage
Der Stadtteil steht ebenso wie die benachbarten Stadtteile Back Bay und South Bay auf ehemaligem Gezeiten-Marschland, das von den 1830er bis in die 1870er Jahre mittels Landaufschüttungen verfüllt wurde. Das dafür notwendige Baumaterial wurde mit Zügen aus Needham zur Baustelle transportiert. Das South End wurde als erstes der drei Gebiete entwickelt, noch bevor der größte Teil der Back Bay nach dem Sezessionskrieg errichtet wurde.
Da die technologischen Möglichkeiten im 19. Jahrhundert es nicht erlaubten, Pfahlgründungen aus Stahl in anstehendes Gestein zu treiben, werden die meisten Gebäude im South End durch ein System von unter den Boden versenkten Holzpfählen getragen. In jüngerer Vergangenheit hat ein Absinken des Grundwasserspiegels jedoch dazu geführt, dass diese freigelegt wurden und durch den Kontakt mit Luft Beschädigungen aufwiesen. Daraufhin wurde eine Anzahl Brunnen zur Beobachtung des Wasserspiegels gebohrt, so dass heute der Wasserstand kontinuierlich überprüft und gegebenenfalls durch die Einleitung zusätzlichen Wassers nachjustiert werden kann.

### Ausdehnung des Stadtgebiets
Das South End befindet sich südlich von Back Bay, nordwestlich von South Boston, nordöstlich von Roxbury, nördlich von Dorchester und südwestlich von Bay Village. Trotz seines Namens liegt der Stadtteil nicht direkt südlich des Bostoner Stadtzentrums.
Früher wurde South End im Norden und Westen von den Gleisen der Boston and Providence Railroad begrenzt, die am an den Boston Public Garden grenzenden Bahnhof ihre Endstation hatte. Heute führt dort der Southwest Corridor entlang und die Gleise enden an der Back Bay Station.

## Geschichte
Das South End war bei seiner Gründung als innerstädtisches Wohngebiet vorgesehen, um das dicht bevölkerte Stadtzentrum und den ebenso dicht besiedelten Beacon Hill zu entlasten. Die Stadtverwaltung erhoffte sich darüber hinaus ein hohes und stabiles Steueraufkommen. Der Architekt Charles Bulfinch war für das Layout der ersten aufgefüllten Landstriche zuständig und entwarf einen großen Stadtpark namens Columbia Square an der Stelle, wo sich heute die Franklin and Blackstone Squares befinden. Sein Plan beinhaltete, den Autoverkehr um den Platz herumzuführen und nicht durch ihn hindurch. Sein Plan wurde jedoch nur teilweise umgesetzt und die Erlaubnis erteilt, die Washington Street durch den Platz zu führen und den Park damit in die heutigen zwei Teile zu spalten.
Viele der Gästehäuser im Stadtteil verfügten nicht über Bademöglichkeiten, so dass die Übernachtungsgäste öffentliche Duschen zum Baden aufsuchen mussten. 
Das aufgefüllte Land ragte ursprünglich 8 ft (2,4 m) über Meereshöhe, befindet sich heute jedoch nur noch auf einer Höhe von 4 ft (1,2 m), da sich mit der Zeit das Füllmaterial verdichtet hat. Die ehemalige Küstenlinie des Boston Neck verläuft von der 40 St. George Street bis zur Dover Street. Die Blackstone and Franklin Parks befinden sich zwar auf massivem Land auf dem ursprünglichen Neck, allerdings können gleich unterhalb der Oberfläche Muscheln und Schneckenhäuser gefunden werden, da der Boston Neck bei Hochwasser gelegentlich vom Meer überspült wurde. Massive Granitblöcke sind als Überreste der ersten Seebefestigungen entlang der Harrison Avenue an der Joshua Bates School zu sehen.
Das South End zog viele Einwohner der aufkeimenden Mittelklasse an, darunter Geschäftsleute, zwei Bürgermeister, Bankiers und Industrielle. Obwohl der Stadtteil seinen wohlhabenden Status nur kurzfristig halten konnte, entsprechen die Legenden über eine massive White flight in den 1880er-Jahren nicht vollständig der Wahrheit. Tatsächlich führte eine Serie von nationalen Finanzkrisen in dieser Zeit im Zusammenspiel mit dem Neubau von Wohnhäusern in der Back Bay und in Roxbury zu einem steten Rückgang von weißen Einwohnern mit protestantischen Vorfahren. Die in andere Viertel ziehenden Einwohner wurden zunehmend durch irische Katholiken und weitere Immigranten ersetzt.
Gegen Ende des 19. Jahrhunderts war das South End zu einem Viertel mit vielen Mietskasernen geworden, die hauptsächlich neue Immigranten und insbesondere in den 1940er Jahren auch homosexuelle Männer anzogen. Im South End wohnten darüber hinaus Schwarze der Mittelschicht und machten den Stadtteil zu einem Zentrum für ihre Kultur und ihren Lebensstil. Im Bereich zwischen der Columbus Avenue und den Bahngleisen lebten vorwiegend die sog. Pullman Porter. Im Laufe der Jahrzehnte wurden immer mehr Gebäude im Stadtteil zu Mietskasernen umgebaut, und in den 1960er Jahren zählte das Viertel zu den ärmsten der Stadt.

### Einwohnerentwicklung
Die Bevölkerung des South End setzt sich bereits seit den 1880er Jahren aus den unterschiedlichsten Gruppierungen und Völkern zusammen. Insbesondere Iren, Libanesen, Juden, Afroamerikaner und Griechen siedelten sich im Stadtteil an. In den 1930er Jahren gab es zusätzlich eine große Einwanderungswelle aus den Seeprovinzen Kanadas, die Arbeiter nach Boston und Einwohner in das South End brachte.
Nach Ende des Zweiten Weltkriegs zogen mehr und mehr Schwule und Lesben in den Stadtteil. Die auf ein Geschlecht beschränkten Gästehäuser boten unfreiwillig einen Unterschlupf für unverheiratete LGBT. In den späten 1940er Jahren begannen spanische Einwanderer mit der Besiedlung des Viertels, schwerpunktmäßig um die Kathedrale des heiligen Kreuzes. Auch heute ist der Stadtteil sehr diversifiziert und integriert Einwohner aus nahezu allen Herkunftsländern, Religionen und sexuellen Orientierungen.
Es gibt keine offiziellen Angaben zu den Einkommensverhältnissen der Einwohner des South End. Obwohl die Gentrifizierung teilweise zur Abwanderung ärmerer und nicht-weißer Einwohner geführt hat, weist der Stadtteil nach wie vor eine hohe Vielfalt und Durchmischung auf. Es gibt unter anderem viele Obdachlosenheime und Sozialwohnungen.
Die Kriminalitätsrate des South End ist im Vergleich zu den übrigen Stadtteilen relativ niedrig. Während einige Straßenzüge eine höhere Straßenkriminalität aufweisen, sind andere als überaus familienfreundlich bekannt. Das Viertel verfügt über mehr Spielplätze pro Quadratmeter als andere Stadtteile und ist für seine wachsende obere Mittelschicht bekannt. Sein Charakter als Viertel der Homosexuellen, Künstler und Kulturschaffenden ist allerdings in Gefahr, da die Lebenshaltungskosten beständig steigen und es anders als bspw. in New York City keine politische Unterstützung dafür gibt, dass Künstler ihre bereits seit langer Zeit angemieteten Ateliers auch weiterhin unterhalten können. Die Zahl der Kunstgalerien ist dennoch angestiegen.
Im Jahr 2000 lebten 45 % Weiße, 23 % Afroamerikaner, 17 % Hispanics oder Latinos sowie 12 % Asiaten im South End.

## Kultur und Sehenswürdigkeiten

### Musik
Bis in die 1950er Jahre hinein war das South End gemeinsam mit dem angrenzenden Roxbury ein Mekka für Jazz-Liebhaber. Berühmte Clubs wie Royal Palms, Eddie Levine’s, Tic-Toc, The Savoy, The Cave, Basin Street und Wally’s Paradise waren attraktive Anziehungspunkte. Das Wally’s ist der einzige Club, der noch heute existiert.
Von 1915 bis 1970 war die American Federation of Musicians Local 535 die führende Vereinigung schwarzer Musiker in den Vereinigten Staaten. Künstler wie Duke Ellington, Cab Calloway, Chick Webb, Earl Hines und Jimmie Lunceford waren der Gruppierung angeschlossen. Die Büros befanden sich ursprünglich über dem Charlie’s Sandwich Shoppe, dessen Wände noch heute mit Fotografien der Künstler ausgestattet sind, die dort einmal eine Mahlzeit zu sich genommen haben. In den 1930er Jahren zog die Vereinigung in die 409 Massachusetts Avenue um. Im Jahr 1970 wurde sie von Gerichten dazu gezwungen, mit der White Union (Local 9) zu verschmelzen, woraus schließlich die Boston Musicians Association Local 9-535 entstand. Die meisten schwarzen Musiker verließen daraufhin die Organisation.

### Bauwerke

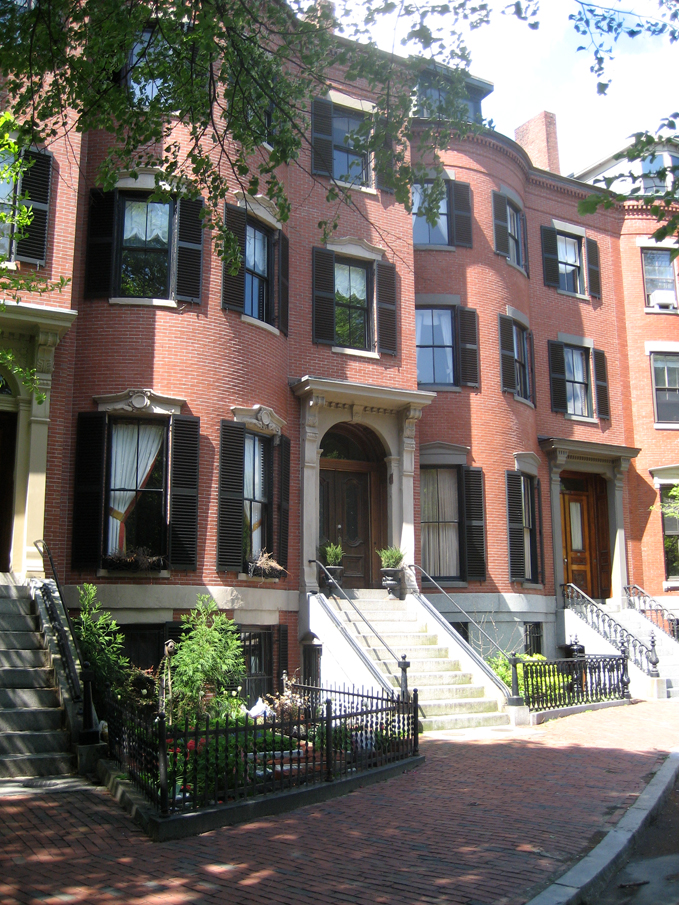
Diese Reihenhäuser im South End wurden aus roten Ziegeln errichtet. Die Verzierungen aus Sandstein sind lediglich aufgemalt. Das links abgebildete Haus ist im Stil der Neorenaissance gehalten, die beiden anderen Gebäude zeigen den Stil des Greek Revival.

Die Gebäudestruktur im South End setzt sich hauptsächlich aus fünfstöckigen, in der Mitte des 19. Jahrhunderts aus roten Ziegeln errichteten Reihenhäusern zusammen, die sowohl als Wohngebäude als auch für kommerzielle Zwecke genutzt werden. Die am meisten verbreiteten Baustile sind Neorenaissance, Italianate und Second Empire, jedoch gibt es neben vielen anderen Stilen auch Beispiele für Greek Revival, Egyptian Revival, Gothic Revival und den Queen Anne Style.
Die im letzten Viertel des 19. Jahrhunderts errichteten Reihenhäuser – insbesondere entlang des heutigen Southwest Corridor Park – zeigen mit ihren eingravierten Verzierungen deutlich den Einfluss von Charles Eastlake. Abgesehen vom Baustil erzeugen sich wiederholende Elemente wie rote Ziegel, Schiefer, Verzierungen aus Kalkstein oder Granit sowie Geländer aus Gusseisen eine große visuelle Einheitlichkeit. Das South End wurde aufgrund dieser Architektur in das National Register of Historic Places aufgenommen und ist zugleich ein Boston Landmark District. Der Stadtteil ist das größte noch erhaltene viktorianische Wohngebiet in Nordamerika. Für die Bewahrung dieses Erbes arbeitet die Bürgervereinigung South End Historical Society eng mit der Boston Landmarks Commission zusammen.

### Parks
Im Stadtteil verteilt liegen insgesamt 11 Stadtparks, von denen die meisten eine elliptische Grundform mit einem Stück Grünfläche in der Mitte aufweisen. Sie sind unterschiedlich groß und wurden durch Plätze inspiriert, die im Stadtzentrum von Charles Bulfinch entworfen worden waren. In vielen dieser Parks steht in der Mitte ein Springbrunnen, und sie sind durch einen Zaun aus Gusseisen umgrenzt. Die beschriebenen Parkflächen aus dem 19. Jahrhundert werden durch neu angelegte Parks sowie eine Serie von 16 Gemeinschaftsgärten und kleinere Grünflächen ergänzt, die von der South End Lower Roxbury Open Space Land Trust betrieben werden.

### Kulinarische Spezialitäten
Im South End befinden sich eine Vielzahl von Restaurants mit einer großen Mischung verschiedener Küchen und Esskulturen zu meist relativ hohen Preisen. So wird bspw. die Tremont Street häufig auch „Restaurant Row“ genannt. Unter anderem können die typischen Gerichte der Südstaatenküche sowie der französischen, äthiopischen, brasilianischen, indischen, italienischen, afrikanischen, peruanischen, thailändischen und japanischen Küche verkostet werden.

## Wirtschaft und Infrastruktur

### Verkehr
Die Tremont Street, Washington Street und Columbus Avenue sind die wichtigsten Verkehrsachsen im South End. Insbesondere in die Washington Street, die bei ihrer Entstehung Roxbury mit Boston verband, wurde in den 1990er Jahren viel Geld investiert. Sie wurde ursprünglich über den Verlauf der Washington Street Elevated definiert, deren Gleisverlauf jedoch in den 1980er Jahren verändert wurde. Heute fahren auf der Washington Street die Busse der Silver Line. Entlang der Columbus Avenue bietet sich eine gute Sicht auf den Turm der Park Street Church. Die Orange Line fährt im Southwest Corridor durch das South End.
Die meisten der Querstraßen im Stadtteil wurden nach Städten und Dörfern benannt, die von der MBTA oder von der Boston and Albany Railroad bedient wurden: Greenwich, Newton, Canton, Dedham, Brookline, Rutland, Concord, Worcester, Springfield, Camden, Northampton, Sharon, Randolph, Plympton, Stoughton, Waltham, Dover, Chatham und Wareham.

### Öffentliche Einrichtungen
Im South End befinden sich das Boston Ballet, das Boston Center for the Arts, das Boston Medical Center sowie eine große Vielzahl an Kunstgalerien und Künstlerwerkstätten. 
Im Stadtteil gibt es darüber hinaus mehrere Gemeinschaftseinrichtungen wie das South End Community Health Center, die South End Historical Society, die bereits 1899 gegründete Animal Rescue League of Boston sowie die Organisation Mytown, die Fremdenführer ausbildet.

### Bildung
Im Jahr 1863 eröffnete im South End das Boston College. Einige der ursprünglichen Gebäude sind bis heute erhalten und befinden sich an der Harrison Avenue. Das College selbst zog allerdings bereits im späten 19. Jahrhundert nach Chestnut Hill, um dem zunehmenden Wachstum des Ballungsraums gerecht werden zu können.